# CALL FOR CODE
CALL FOR CODE（コール・フォー・コード）とは、創設団体のDavid Clark Causeと設立パートナーのIBM、慈善パートナーの国際連合人権委員会、プログラム関連団体のLinux Foundationが始めたAIを活用した気候変動対策に役立つサステナビリティーに取り組むプロジェクトを促進するプログラムである。世界規模の自然災害救援コンペティションで、プログラミングコードを募っている。主催より、2018年から5年間のプロジェクトとして発表されている。
国内外で発生している震災や気象変動に起因する自然災害を防ぐことの難しさ、災害の危険を検知して対応する必要性、そして自然災害から回復するための支援は、急を要する社会問題のひとつとして広く認識されている。
この社会的な取り組みには、学術機関、企業やコミュニティから多くの開発者が参加した。

## 概要
主催者発表による。

### 2018年
- テーマ: 自然災害を防ぐこと、自然災害に対応すること、そして自然災害から回復すること
- 参加国: 156か国
- 参加者数: 10万人+
- 応募作品数: 2500+